# 마타요시 나오키
마타요시 나오키(일본어: 又吉直樹, 1980년 6월 2일 ~ )는 일본의 희극인, 소설가이다. 만담 콤비 피스(ピース)로 아야베 유지와 동업중이다. 그는 오사카 출신이다.
그는 2015년 소설 《불꽃》(火花)으로 아쿠타가와상을 수상하였다. 소설 《불꽃》은 2015년 2월 문학잡지 '문학계'에 발표되었으며, 3월 단행본으로 발간되자 60만 부, 아쿠타가와상 수상 소식 이후 단숨에 100만 부 이상을 판매하였다.